# バモス (鉄道車両)

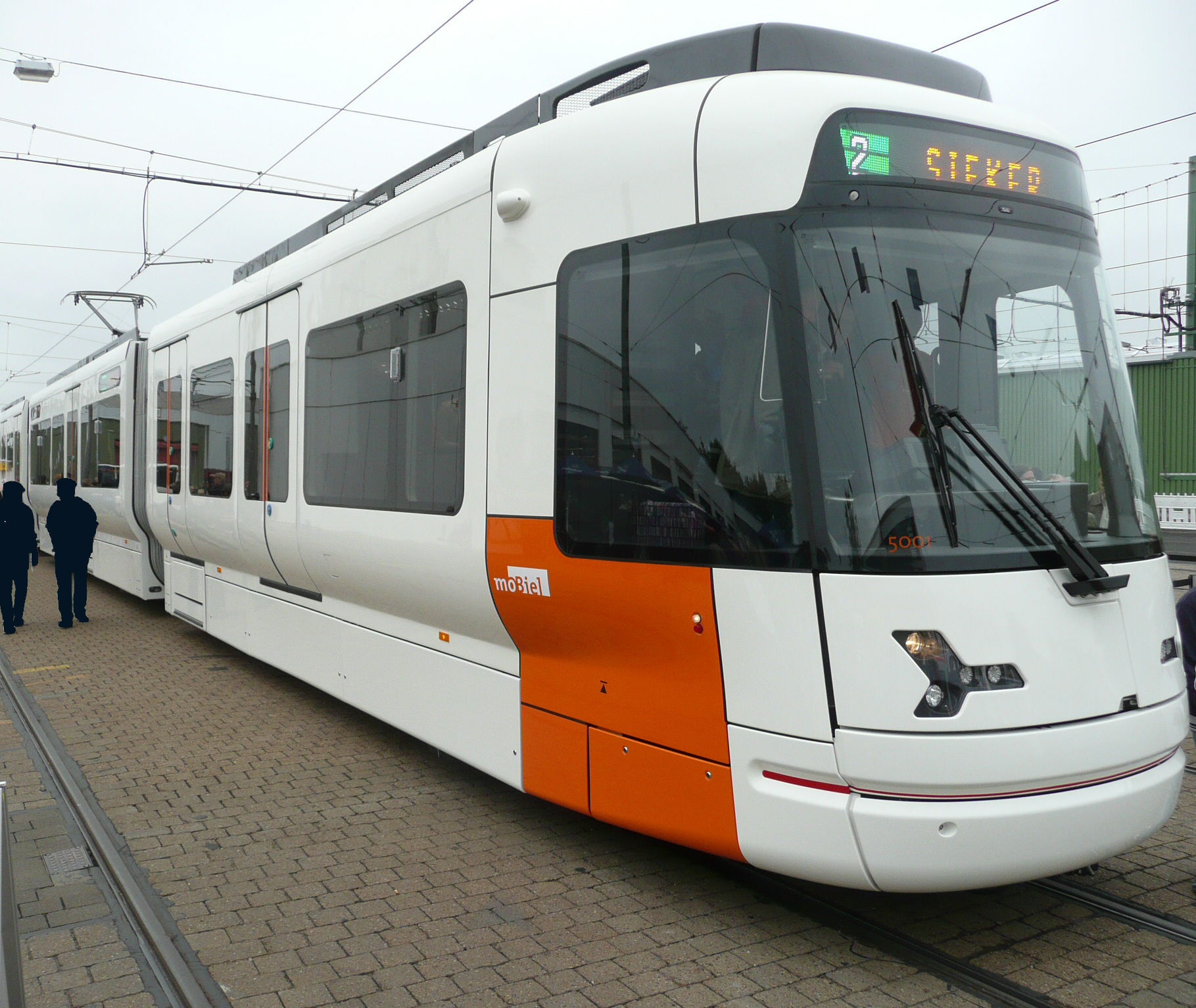
バモス・ビーレフェルト（5001）

バモス（Vamos）は、ドイツの鉄道車両メーカーであるハイターブリックが展開する路面電車（ライトレール）向け電車ブランドである。

## GTZ8-B
2009年、ビーレフェルトで路面電車（シュタットバーン）を運営するmoBielは、旧型車両置き換えのためハイターブリックやキーペとの間で電車製造に関する契約を交わした。これが"バモス"ブランド初の受注案件となった。
車体幅2,300 mmの車両に適した車両限界上で定員数を増加させるために車体下部を狭くしたデザイン（裾絞り式）を採用し、着席定員数が従来の車両に比べ50％増加している。乗降扉は両側面に5箇所づつ設置され、両端の2箇所を除き併用軌道上の低床式停留所に対応した折り畳み式のステップが搭載されている。車内にはベビーカーや車椅子、自転車が設置可能なフリースペースが4箇所存在する。台車はキーペ製の電動機を備えた全軸駆動方式で、車輪の粘着力が向上している他、メンテナンス費用を抑えた設計となっている。また消費電力を節約するため、制動装置に回生ブレーキを採用している。
2011年12月19日にビートフェルト市長を招いた記念式典が行われた後、翌12月20日から営業運転を開始した。以降2012年までに導入された16編成には「シュタット・ビートフェルト（Stadt Bielefeld）（5001編成）」を始めとするビーレフェルトの地名にちなんだ愛称が付けられている。さらに2017年には旧型車両の置き換えおよび乗客増加への対応のためさらに24編成の発注が実施され、2020年以降導入が始まる予定となっている。また、設計が高く評価された事からバモス・ビーレフェルトは2012年のiFデザイン賞を受賞している。

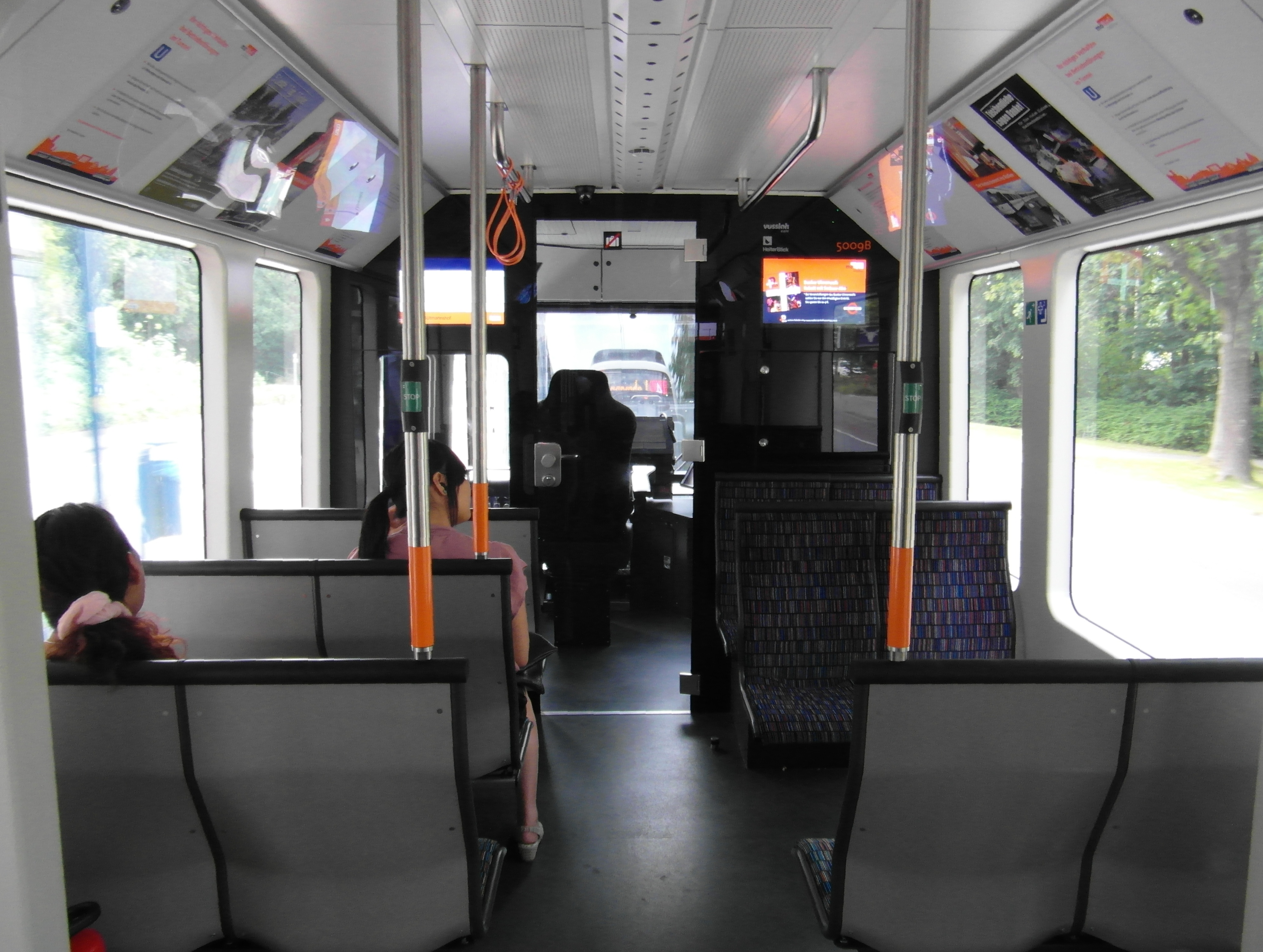
車内
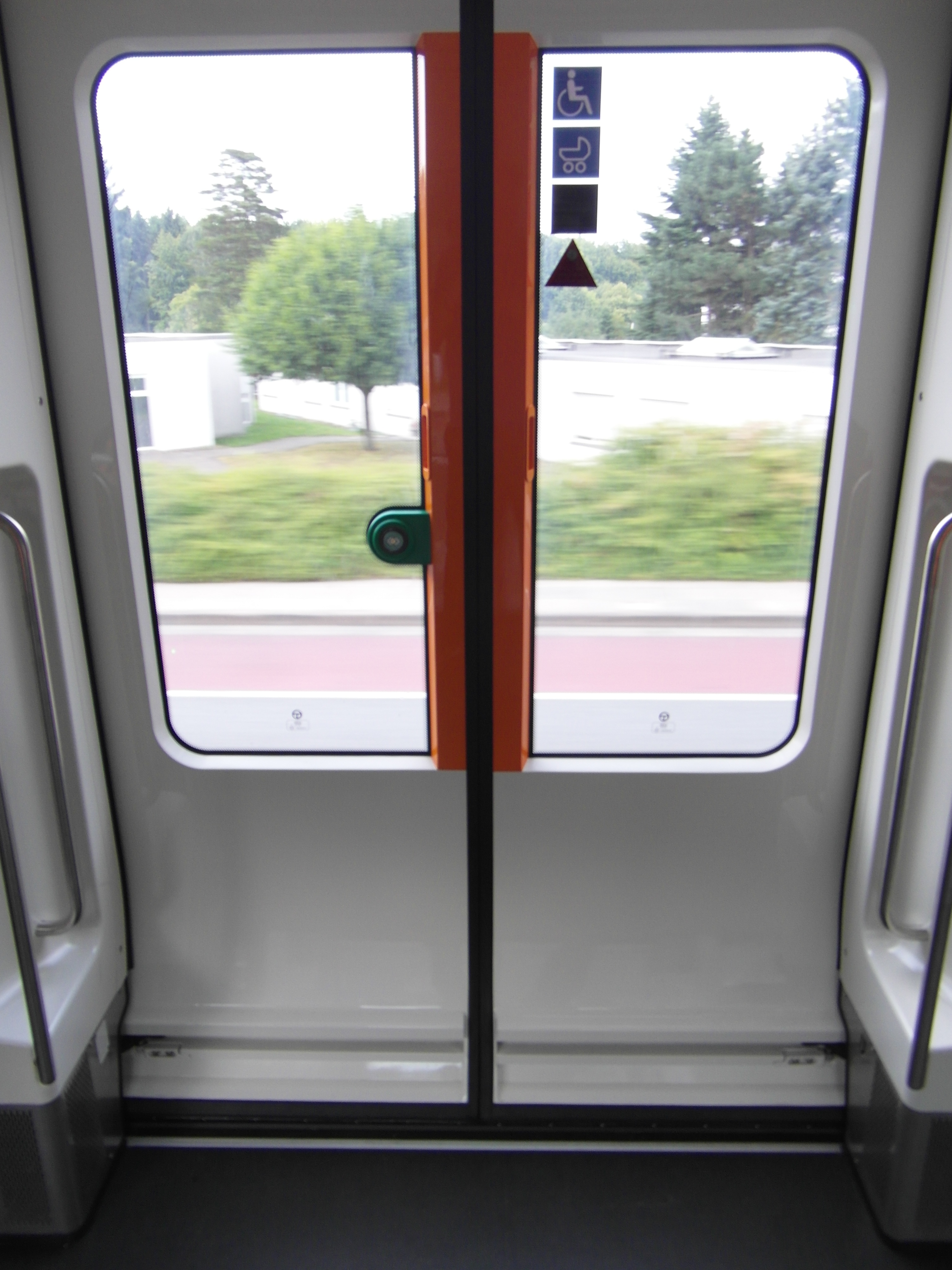
乗降扉
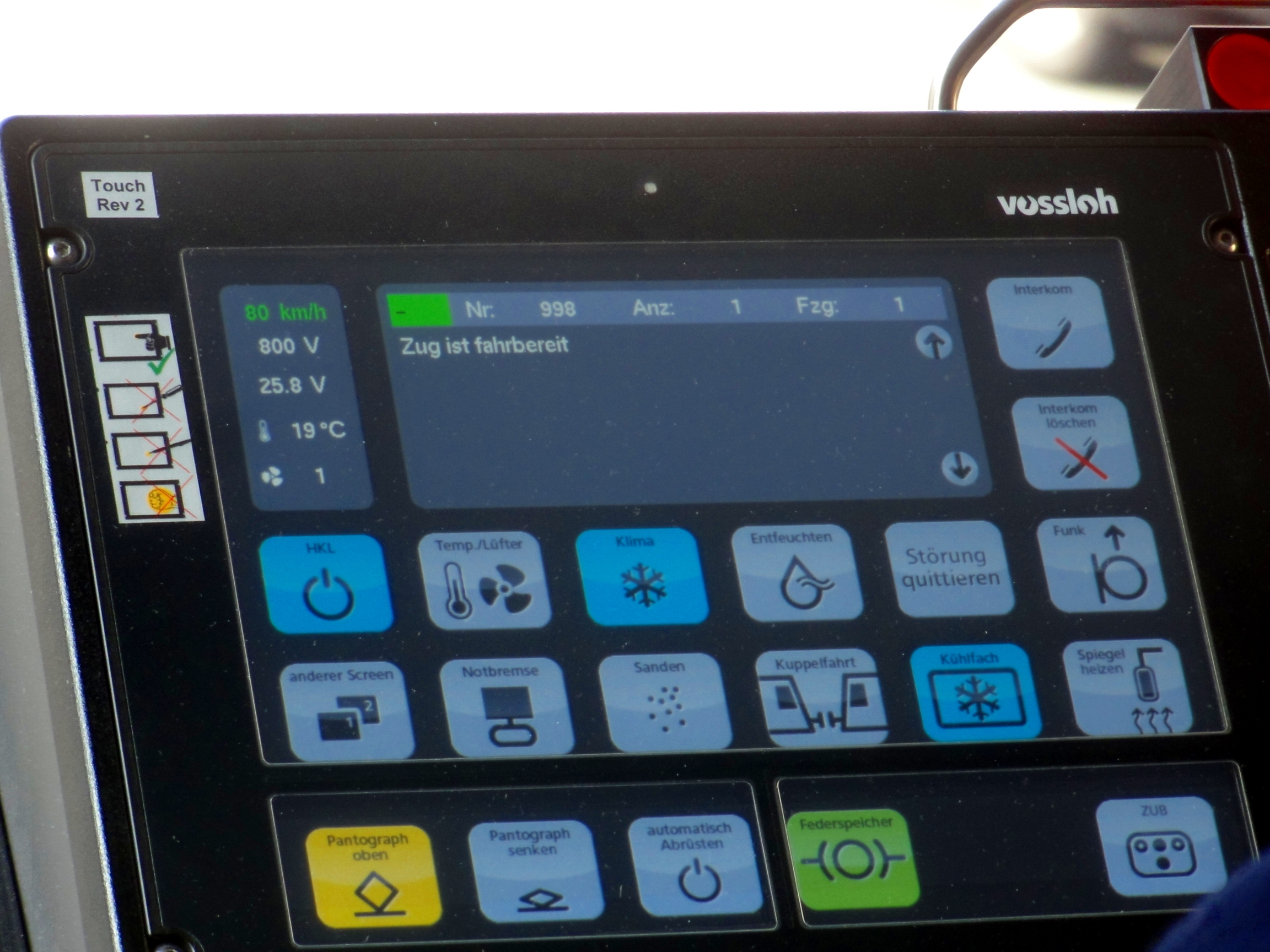
運転台に設置されているタッチパネル
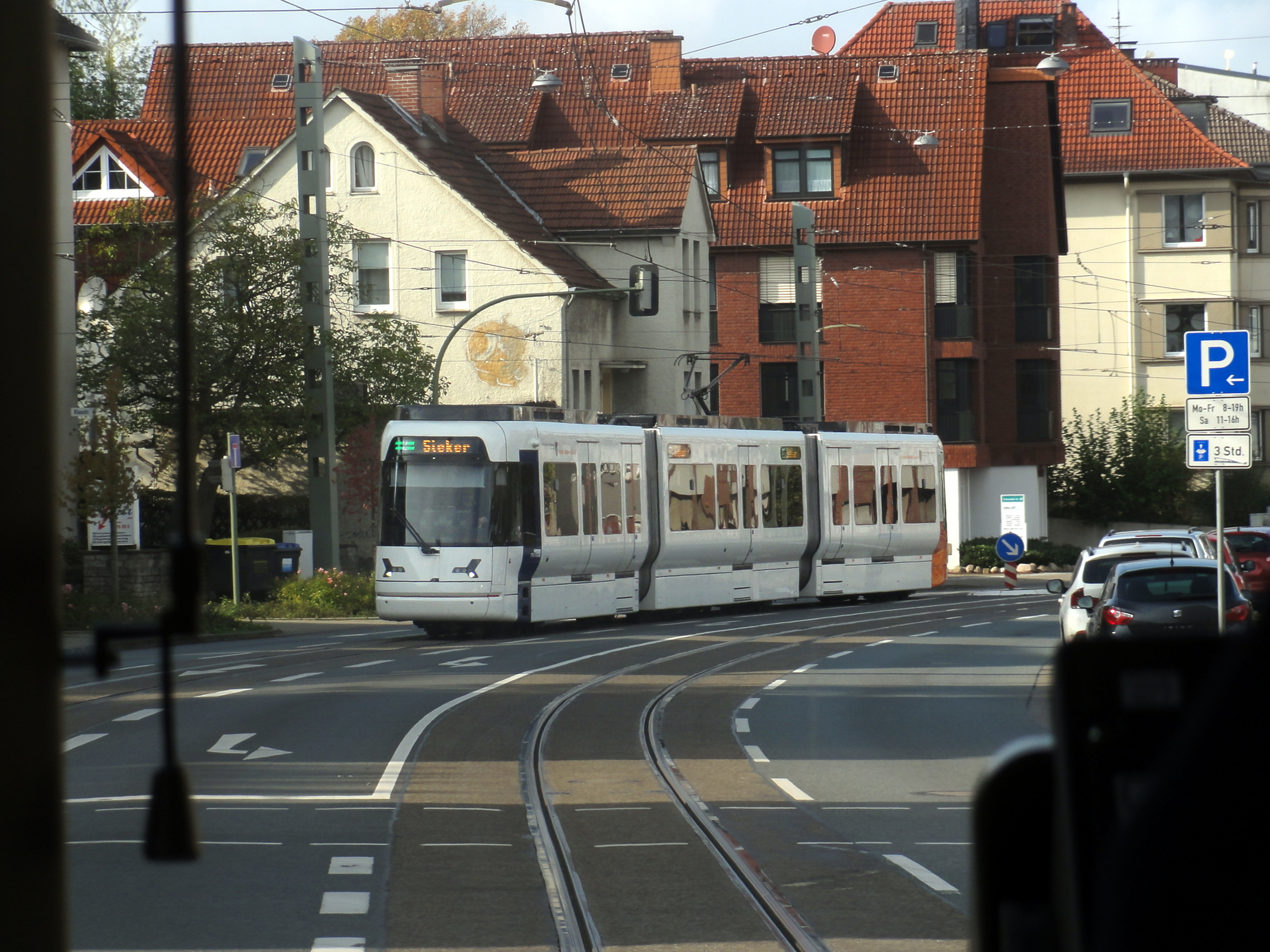
5002編成 塗装は車体の前後で異なる
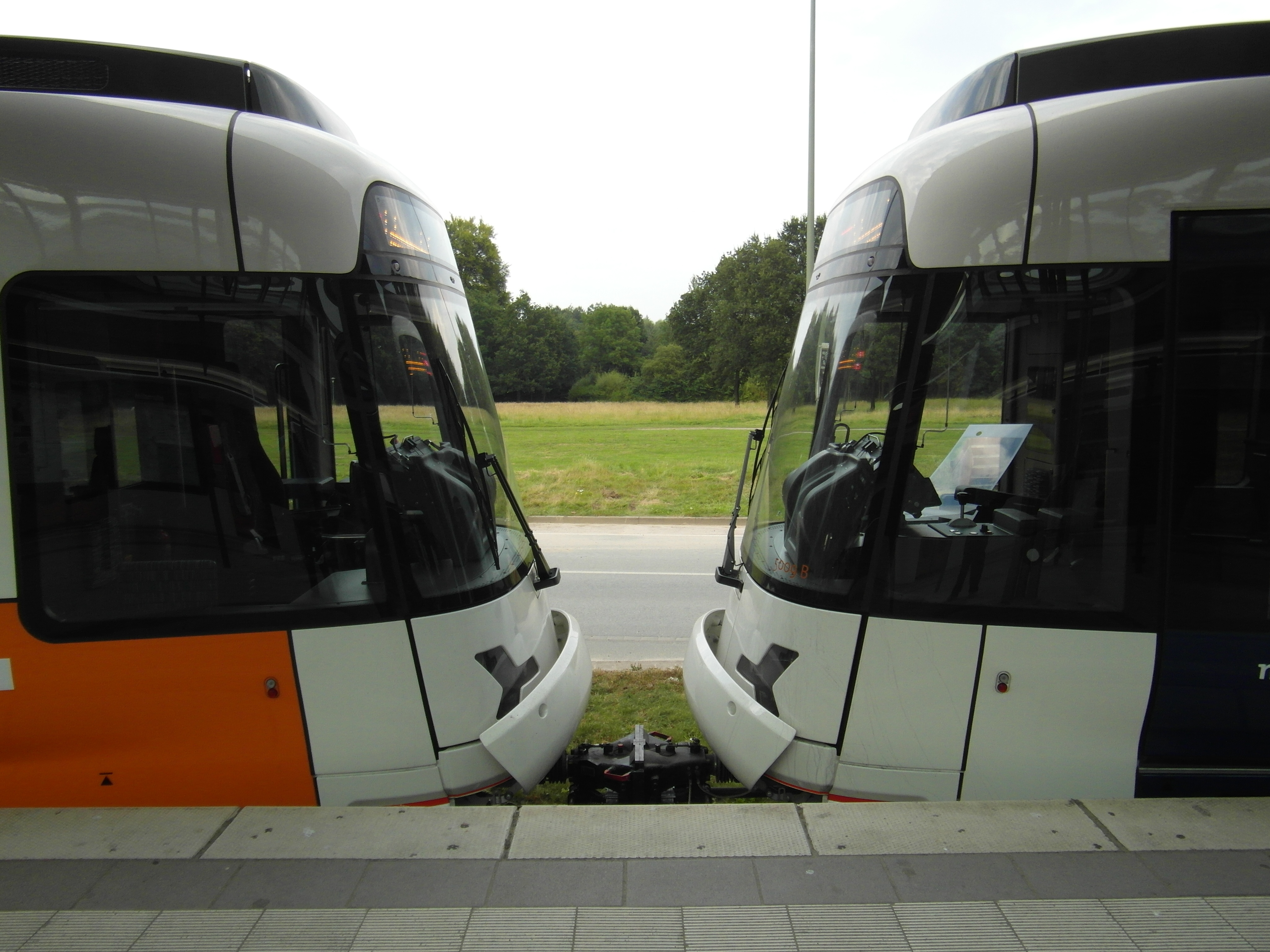
連結運転も可能である

## B80D
高床式プラットホームを有するシュタットバーン向けの電車。2車体・3車体から選択可能な両運転台式の連接式車両である。ドイツの地方自治体が運営する鉄道路線で初めて車体の床面高さを変更する機能を有し、油圧式ニーリング機能によって停車時に床面高さを3cm低下させる事が出来る。また乗降扉付近にはLED照明が装備され、扉の開閉時に乗客へ注意を促す。台車の枕ばねはニーリング機能に対応した空気ばねが用いられている他、制御装置は従来の車両との共用を考慮しチョッパ制御方式が用いられる。
最初の納入先であるドルトムント都市事業（DSW21）が運営するシュタットバーン（ドルトムント・シュタットバーン）向けの車両は2018年に2車体連接車24編成が発注され、後にオプション分を用い2編成が、2024年2月にも新たに8編成の追加発注が実施された。最初の車両は2022年に納入され、試運転を経て2024年4月23日から営業運転を開始している。DSW21では、このバモスHFに「B80D」という形式名を与えている。

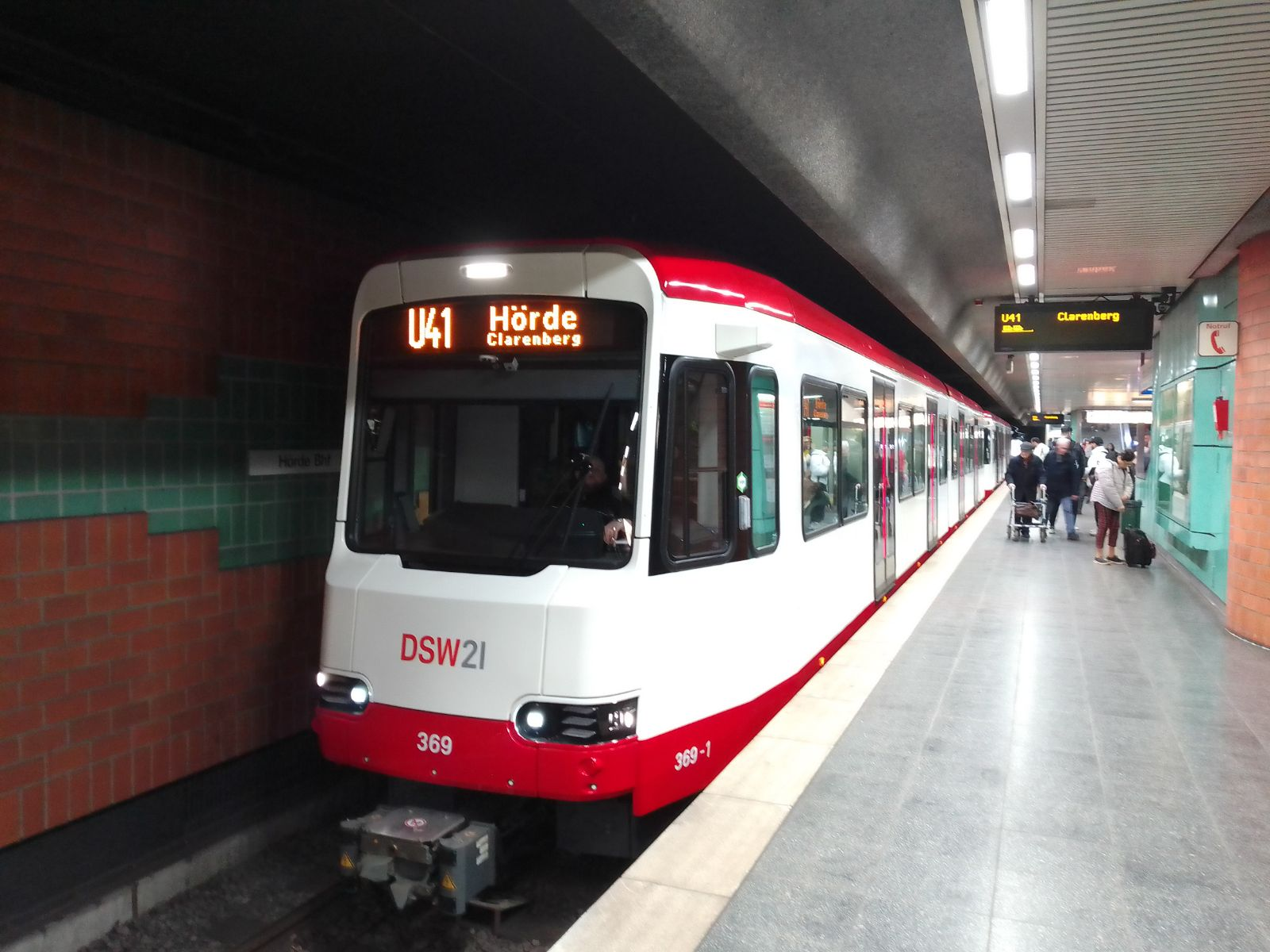
地下区間を走行するバモスHF（B80D）（2024年撮影）

## バモス70
低床式停留所を有する路面電車路線向けの3車体連接車。車軸付きの動力台車が備わる編成の両端を除いた車内の70％が低床構造となっている。片運転台・両運転台双方に対応可能した設計となっており、片運転台式は片側5箇所、両運転台式は両側4箇所づつ乗降扉が設置可能である。

## 関連項目

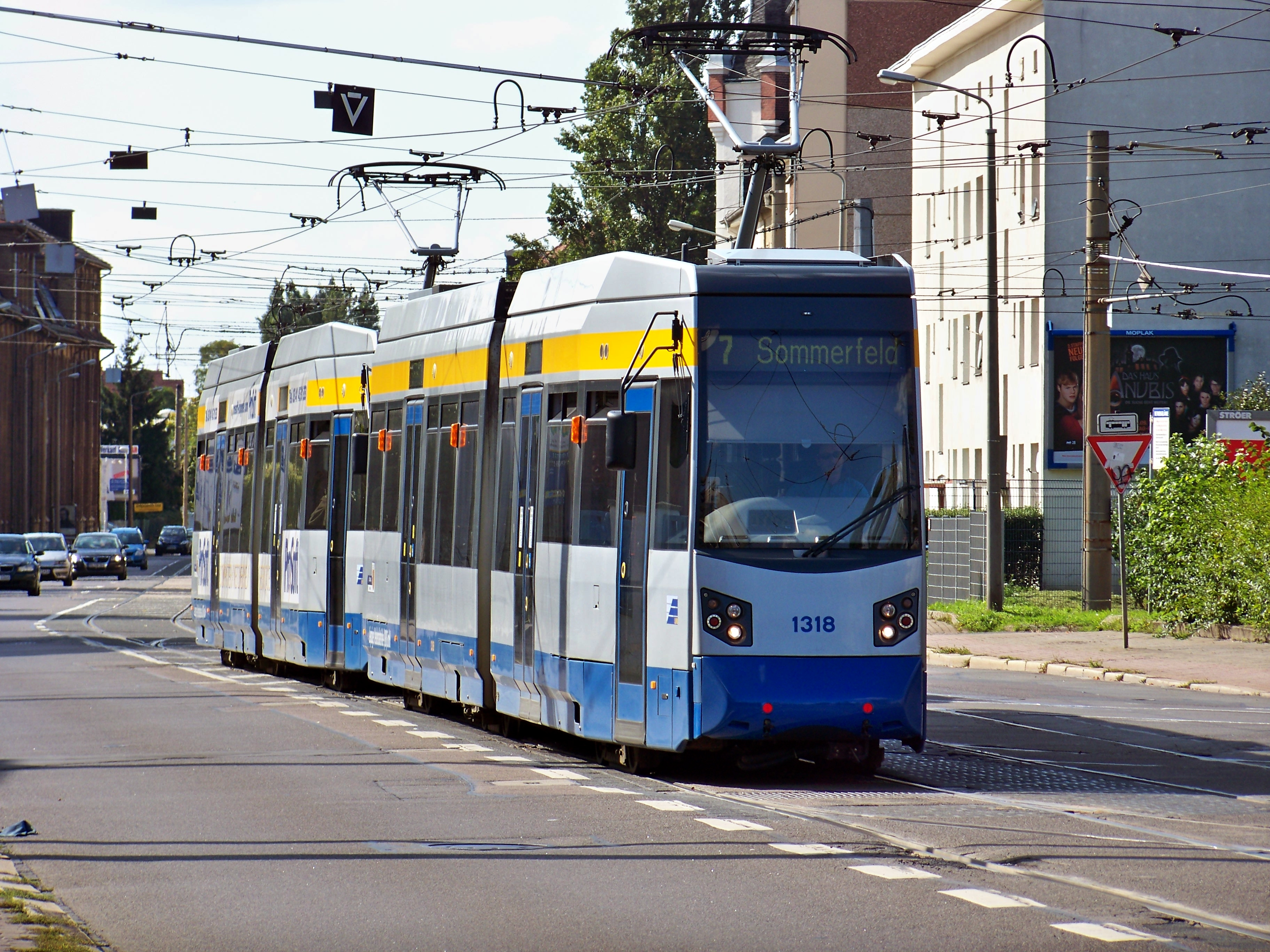
レオライナー（ライプツィヒ向け）
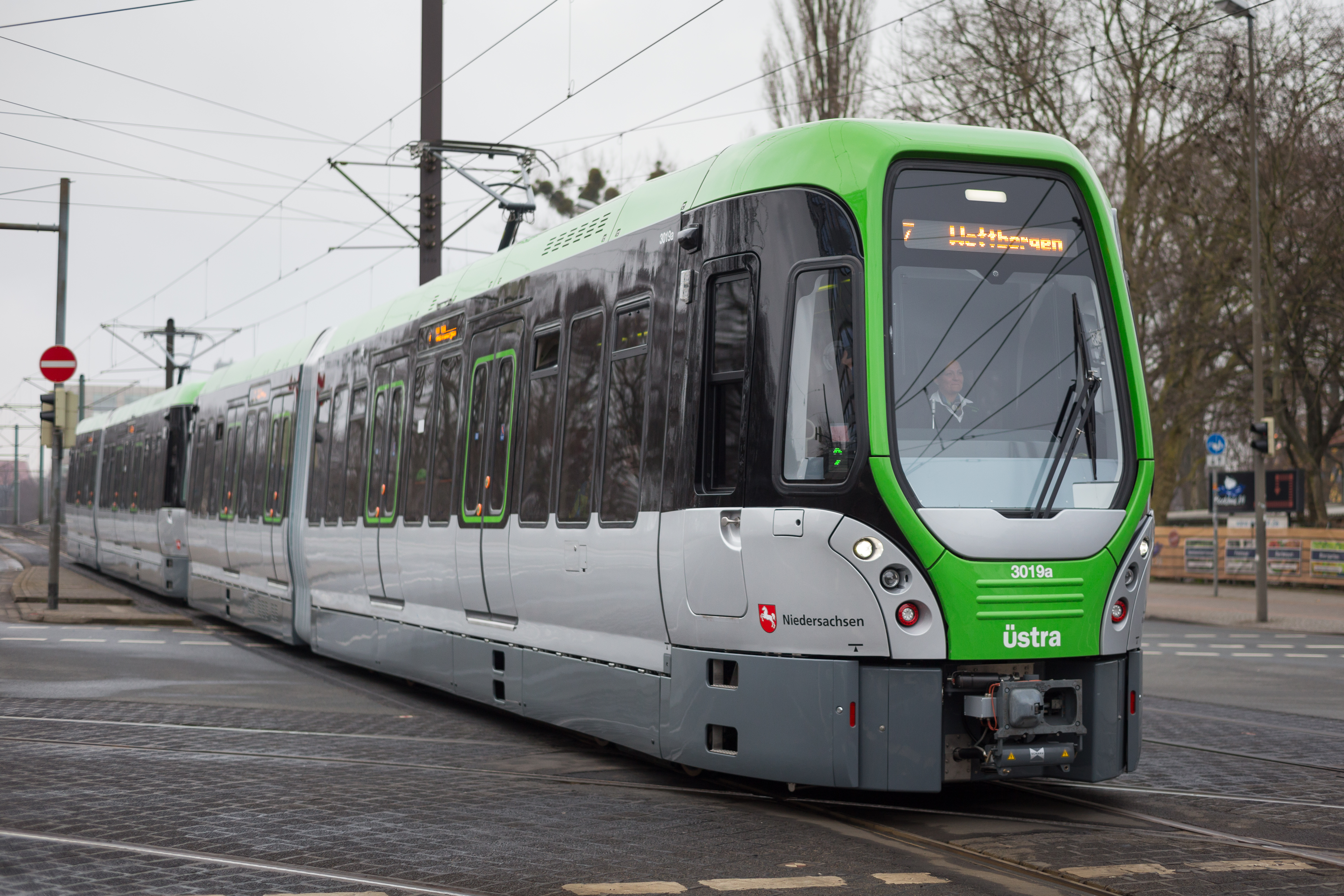
TW3000

## バモス95
低床式停留所を有する路面電車路線向けの3車体連接車。車内の95％が超低床構造になっており、車椅子でも車内の移動が容易な構造となっている。またバモス70と異なり前後の車両に扉が2箇所設置されている事から乗客の流動性が向上し、停車時間の短縮化が可能である。低床構造に対応した電動機付きの台車が備わる中間車体にはフリースペースが設置されている。駆動方式は中空軸平行カルダン駆動方式を用いる。